# モーゼス・イブン・エズラ
モーゼス・イブン・エズラ（Moses ben Jacob haSallach ibn Ezra, スペイン語: Moisés ibn Ezrá, Moisés aben Ezrá, 1055年頃 - 1138年/1139年頃）はスペインのユダヤ教徒の詩人。有産階級の出身。
245編からなる青春時代の詩は、恋愛・友情・ワイン・自然など様々なテーマを取り上げ、軽妙・奔放に歌った優れたものである。
アルモラビデ軍の侵略によってグラナダを逃れ、カスティーリャ地方に移ったが、以後は極貧の生活を送ったといわれており、故郷グラナダを思う痛切な詩を書いている。
一連の宗教詩の中には、悔憤を扱った作品もある。